# Боррего-Спрінгс (Каліфорнія)
Боррего-Спрінгс (англ. Borrego Springs) — переписна місцевість (CDP) в США, в окрузі Сан-Дієго штату Каліфорнія. Населення — 3073 особи (2020).

## Географія
Боррего-Спрінгс розташоване за координатами 33°14′26″ пн. ш. 116°21′19″ зх. д. / 33.24056° пн. ш. 116.35528° зх. д. (33.240467, -116.355298).  За даними Бюро перепису населення США в 2010 році переписна місцевість мала площу 112,43 км², з яких 111,55 км² — суходіл та 0,87 км² — водойми.

### Клімат
| Клімат : Боррего-Спрінгс | Клімат : Боррего-Спрінгс | Клімат : Боррего-Спрінгс | Клімат : Боррего-Спрінгс | Клімат : Боррего-Спрінгс | Клімат : Боррего-Спрінгс | Клімат : Боррего-Спрінгс | Клімат : Боррего-Спрінгс | Клімат : Боррего-Спрінгс | Клімат : Боррего-Спрінгс | Клімат : Боррего-Спрінгс | Клімат : Боррего-Спрінгс | Клімат : Боррего-Спрінгс | Клімат : Боррего-Спрінгс |
| Показник                 | Січ.                     | Лют.                     | Бер.                     | Квіт.                    | Трав.                    | Черв.                    | Лип.                     | Серп.                    | Вер.                     | Жовт.                    | Лист.                    | Груд.                    | Рік                      |
| Абсолютний максимум, °C  | 32,2                     | 35,0                     | 38,3                     | 43,9                     | 45,6                     | 50,0                     | 49,4                     | 48,9                     | 47,2                     | 45,0                     | 36,7                     | 31,7                     | 50,0                     |
| Середній максимум, °C    | 20,6                     | 21,9                     | 25,4                     | 29,1                     | 34,0                     | 38,9                     | 41,6                     | 40,9                     | 37,9                     | 31,8                     | 24,9                     | 20,1                     | 30,6                     |
| Середній мінімум, °C     | 6,3                      | 7,5                      | 9,7                      | 11,9                     | 15,7                     | 19,8                     | 23,8                     | 23,8                     | 20,7                     | 15,4                     | 9,7                      | 5,9                      | 14,2                     |
| Абсолютний мінімум, °C   | −6,7                     | −4,4                     | −2,2                     | −2,2                     | 1,1                      | 7,2                      | 13,3                     | 12,8                     | 9,4                      | 0,6                      | −0,6                     | −5                       | −6,7                     |
| Норма опадів, мм         | 29                       | 34                       | 21                       | 4                        | 1                        | 1                        | 8                        | 11                       | 8                        | 6                        | 10                       | 23                       | 156                      |
| ------------------------ | ------------------------ | ------------------------ | ------------------------ | ------------------------ | ------------------------ | ------------------------ | ------------------------ | ------------------------ | ------------------------ | ------------------------ | ------------------------ | ------------------------ | ------------------------ |
| Джерело:                 |                          |                          |                          |                          |                          |                          |                          |                          |                          |                          |                          |                          |                          |

## Демографія
Згідно з переписом 2010 року, у переписній місцевості мешкало 3429 осіб у 1571 домогосподарстві у складі 967 родин. Густота населення становила 30 осіб/км².  Було 2611 помешкання (23/км²).
Расовий склад населення:
| - 80,7 % — білих - 1,0 % — корінних американців - 0,6 % — чорних або афроамериканців - 0,6 % — азіатів - 0,1 % — вихідців з тихоокеанських островів - 14,6 % — осіб інших рас |

До двох чи більше рас належало 2,4 %. Частка іспаномовних становила 35,5 % від усіх жителів.
За віковим діапазоном населення розподілялося таким чином: 17,3 % — особи молодші 18 років, 49,1 % — особи у віці 18—64 років, 33,6 % — особи у віці 65 років та старші. Медіана віку мешканця становила 56,6 року. На 100 осіб жіночої статі у переписній місцевості припадало 99,5 чоловіків;  на 100 жінок у віці від 18 років та старших — 100,4 чоловіків також старших 18 років.
Середній дохід на одне домашнє господарство  становив 41 053 долари США (медіана — 31 563), а середній дохід на одну сім'ю — 50 320 доларів (медіана — 45 469). За межею бідності перебувало 15,0 % осіб, у тому числі 19,3 % дітей у віці до 18 років та 6,0 % осіб у віці 65 років та старших.
Цивільне працевлаштоване населення становило 994 особи. Основні галузі зайнятості: будівництво — 20,7 %, сільське господарство, лісництво, риболовля — 18,3 %, освіта, охорона здоров'я та соціальна допомога — 12,5 %, мистецтво, розваги та відпочинок — 12,0 %.